# Karl Hass
Karl Hass (Kiel, Alemania, 5 de octubre de 1912 - Ginebra, Suiza, 21 de abril de 2004) fue un criminal de guerra nazi, implicado en la masacre de las Fosas Ardeatinas en Italia. Terminó la guerra con el grado de Hauptsturmführer, más tarde fue empleado por el Counter Intelligence Corps (CIC) estadounidense como espía.

## Biografía
Oficial de las SS, Hass fue condenado por su participación en una masacre durante la Segunda Guerra Mundial en Italia. El  23 de marzo de 1944, un ataque con bomba de la Resistencia italiana, llevado a cabo en la vía Rasella de Roma, causó la muerte a 33 soldados alemanes. Karl Hass, con el capitán Erich Priebke y otros oficiales recibieron órdenes de tomar a 335 rehenes italianos en varias prisiones de la capital italiana y transportarlos a las afueras de la ciudad, hasta las Fosas Ardeatinas, para acabar fríamente con sus vidas. Hass, Priebke y sus soldados ejecutaron la orden asesinando a cada uno de los presos con un disparo en la cabeza. La masacre de las Fosas ardeatinas es una de las masacres más famosas de la Segunda Guerra Mundial. 
Tras la guerra, Karl Hass fue capturado por los Aliados. Sin embargo, no fue llevado ante un tribunal por sus crímenes de guerra, sino que recibió trabajó como espía de la US Army en asuntos relacionados con la Unión Soviética. Solo su compañero Herbert Kappler fue juzgado por la masacre de las Fosas ardeatinas. 
A principios de la década de 1990, el capitán Erich Priebke, que había asistido a Karl Hass en las ejecuciones de las Fosas, fue descubierto en Argentina por una televisión estadounidense y fue extraditado a Italia. A cambio de la inmunidad, Karl Hass volvió a Italia para atestiguar contra su antiguo colega de la SS. La noche que precedió a su testimonio, Hass decidió marcharse, a pesar de su promesa, e intentó saltar desde la ventana de su dormitorio. Se hirió gravemente tras haber resbalado y haber caído desde el balcón de un hotel. En el hospital, dio finalmente su testimonio a los funcionarios de justicia. Hass admitió haber ejecutado a dos civiles, pero alegó estar cumpliendo órdenes. Esta estrategia de defensa ya fue invalidada por el Proceso de Núremberg (artículo 8 de los estatus del Tribunal militar internacional de Núremberg).
Su tentativa de fuga entrena la pérdida de su inmunidad legal de persecución, y es traducido finalmente en justicia. Juzgado y condenado para sus crímenes, fue condenado a prisión de por vida el 7 de marzo de 1998.
Debido a su edad adelantada y de su salud, Hass no es detenido en célula pero ubicado en residencia vigilada en una casa de retiro en su región preferida de Suiza, donde ha residido durante algunos años después de la guerra. Karl Hass pase sus últimos años en los Alpes suizos, no lejos de su hija que visita regularmente de su casa a Ginebra.